# Viljo Kujala
Viljo Vilho Kujala, född 8 november 1891 i Sippola, död 13 september 1977 i Helsingfors, var en finländsk botaniker.
Kujala, som var son till fältväbel, jordbrukare Anton Kujala och Amalia Hohti, blev student 1911, filosofie kandidat 1919, filosofie licentiat 1927 och filosofie doktor 1932. Han blev assistent vid Skogsförsöksanstalten 1919, docent i botanik vid Helsingfors universitet 1928, var tillförordnad adjunkt i botanik vid Helsingfors universitets agrikultur- och forstvetenskapliga fakultet 1932–1934, statens naturskyddsinspektör 1930–1939 och professor i skogsbiologi vid Skogsforskningsinstitutet 1938–1961.
Kujala var sekreterare i Petsamokommittén 1928–1931, styrelsemedlem där 1932, styrelsemedlem i Forstsamfundet 1931–1933, dess ordförande 1932, styrelsemedlem i Geografiska sällskapet i Finland 1932–1935, dess ordförande 1933, styrelsemedlem i Societas pro Fauna et Flora Fennica 1946–1951, i Vanamo-sällskapet 1949–1960, dess ordförande 1951–1960, styrelsemedlem i Naturskyddsföreningen från 1939, dess ordförande 1942–1952 och medlem i statens naturvetenskapliga kommitté 1958–1961.
Utöver den akademiska avhandlingen Tervaleppä Suomessa (1924) skrev Kujala vetenskapliga publikationer i botanik och skogsbiologi. Han blev medlem av Finska Vetenskapsakademien 1942, korresponderande ledamot av Svenska skogsvårdsföreningen 1947, av Societas Phytogeographica Suecana 1951 och hedersledamot av Finska forstsamfundet 1959.

## Utmärkelser
- Kommendörstecknet av Finlands Lejons orden,  1951[4]
- Vinterkrigets minnesmedalj[4]
- Minnesmedalj för deltagande i 1941-1945 års krig[4]

[Redigera Wikidata]